# Брауншвейг, Рудольф Иванович
Рудо́льф Ива́нович Брауншвейг  (1822—1880) — российский государственный деятель, сенатор, тайный советник.

## Биография
По окончании курса в Санкт-Петербургском университете, в 1844 году поступил на службу в канцелярию главного управления Закавказским краем, а через год перешёл в канцелярию наместника кавказского, где оставался до конца 1851 года, причём за последние два года состоял также членом совета попечителя Кавказского учебного округа и участвовал в комитете, созданном для выработки учебных руководств.
25 декабря 1851 году Брауншвейг был причислен к Министерству внутренних дел и в течение полутора лет выполнял различные поручения министра по продовольственной части, а затем, с 24 февраля 1853 года последовательно занимал пост вице-губернатора в Екатеринославле (до 15 апреля 1856 года), в Вильне (всего 13 дней), в Полтаве (до 6 февраля 1858 года), в Киеве (8 дней) и на Волыни.
3 апреля 1860 года Брауншвейг назначен и.д. подольского гражданского губернатора, 30 августа того же года произведён в действительные статские советники, 23 апреля 1861 года утверждён в должности губернатора, а в 1864 году перешёл на службу в Привислянский край, где состоял сначала (с 12 июня) в звании члена учредительного комитета и совета управления Царства Польского, а затем (с 17 ноября) — председателем ликвидационной комиссии.
3 апреля 1865 года он был награждён орденом св. Станислава 1-й степени, а 30 августа 1866 года — чином тайного советника, и кроме того удостоился ещё нескольких наград за труды по устройству крестьян в польских губерниях.
11 декабря 1866 года Брауншвейг назначен главным директором правительственной комиссии внутренних дел Царства Польского, с оставлением в прежних должностях, а 10 июля 1867 года награждён орденом св. Анны 1-й степени.
31 марта 1868 года Брауншвейг был назначен сенатором, но ещё несколько лет оставался в Варшаве, пока комиссии, в которых он участвовал, не выполнили свою работу; за эти годы он получил ещё ордена: св. Владимира 2-й степени (17 апреля 1870 года) и Белого Орла (в 1871 году).
16 октября 1872 года ему поручено было присутствовать в 1-м департаменте Сената, а 1 января 1879 года он награждён орденом св. Александра Невского.

## Награды
- Орден Святой Анны 2-й степени с Императорской короной (1859)
- Орден Святого Владимира 3-й степени (1861)
- Орден Святого Станислава 1-й степени (1865)
- Орден Святой Анны 1-й степени (1867)
- Орден Святого Владимира 2-й степени (1870)
- Орден Белого орла (1871)
- Орден Святого Александра Невского (1879)